# Чжан Чжень
Чжан Чжень (кит.: 张震 Zhāng Zhèn Джанг Джен, * (1930, Шанхай, Китай) — китайський дипломат. Перший Надзвичайний і Повноважний Посол Китайської Народної Республіки в Україні (1992-1995).

## Біографія
Народився в серпні 1930 в м. Шанхай, Китай. 
У 1955 закінчив Шанхайський інститут російської мови.
З 1955 по 1962 — працював аташе в посольстві Китаю в СРСР.
З 1962 по 1974 — референт, заступник завідувача сектору Департаменту СРСР і соцкраїн Східної Європи МСЗС Китаю.
З 1974 по 1979 — 2-й, 1-й секретар посольства Китаю в СРСР.
З 1979 по 1983 — 1-й секретар, радник Департаменту СРСР і соцкраїн Східної Європи МСЗС Китаю.
З 1983 по 1986 — радник посольства Китаю в СРСР.
З 1986 по 1988 — генеральний консул Китаю у Ленінграді (СРСР).
З 1988 по 1992 — повноважний міністр, радник посольства Китаю в Москві (СРСР).
З травня 1992 по березень 1995 — Надзвичайний і Повноважний Посол Китайської Народної Республіки в Україні.

## Нагороди та відзнаки
- орден «За заслуги» ІІІ ступеня (08.2011)[1]